# Aleksandr Gontjarov
Aleksandr Gontjarov, född den 27 mars 1959 i Almaty, dåvarande Sovjetunionen, död 19 juni 1990 i Almaty, var en sovjetisk landhockeyspelare.
Han tog OS-brons i herrarnas landhockeyturnering i samband med de olympiska landhockeytävlingarna 1980 i Moskva.